# Frédérique Tuffnell
Frédérique Tuffnell (ur. 29 czerwca 1956 r. w Châtellerault) – francuska polityk reprezentująca partię La République En Marche! W wyborach parlamentarnych w czerwcu 2017 r. została wybrana do francuskiego Zgromadzenia Narodowego, w którym reprezentuje departament Charente-Maritime.